# Bandahalli, Belur
Bandahalli là một làng thuộc tehsil Belur, huyện Hassan, bang Karnataka, Ấn Độ.